# لارنتة (حشرة)
اللارنتة (الاسم العلمي:Larentia) هي جنس من الحشرات تتبع الفصيلة الأرفية من رتبة حرشفيات الأجنحة.

## أنواع حشرة اللارنتة
- لارنتة بربرية
- لارنتة رقيقة
- لارنتة مباركة
- لارنتة متقاربة
- لارنتة متوهجة
- لارنتة مفوفة